# Dan Bongino

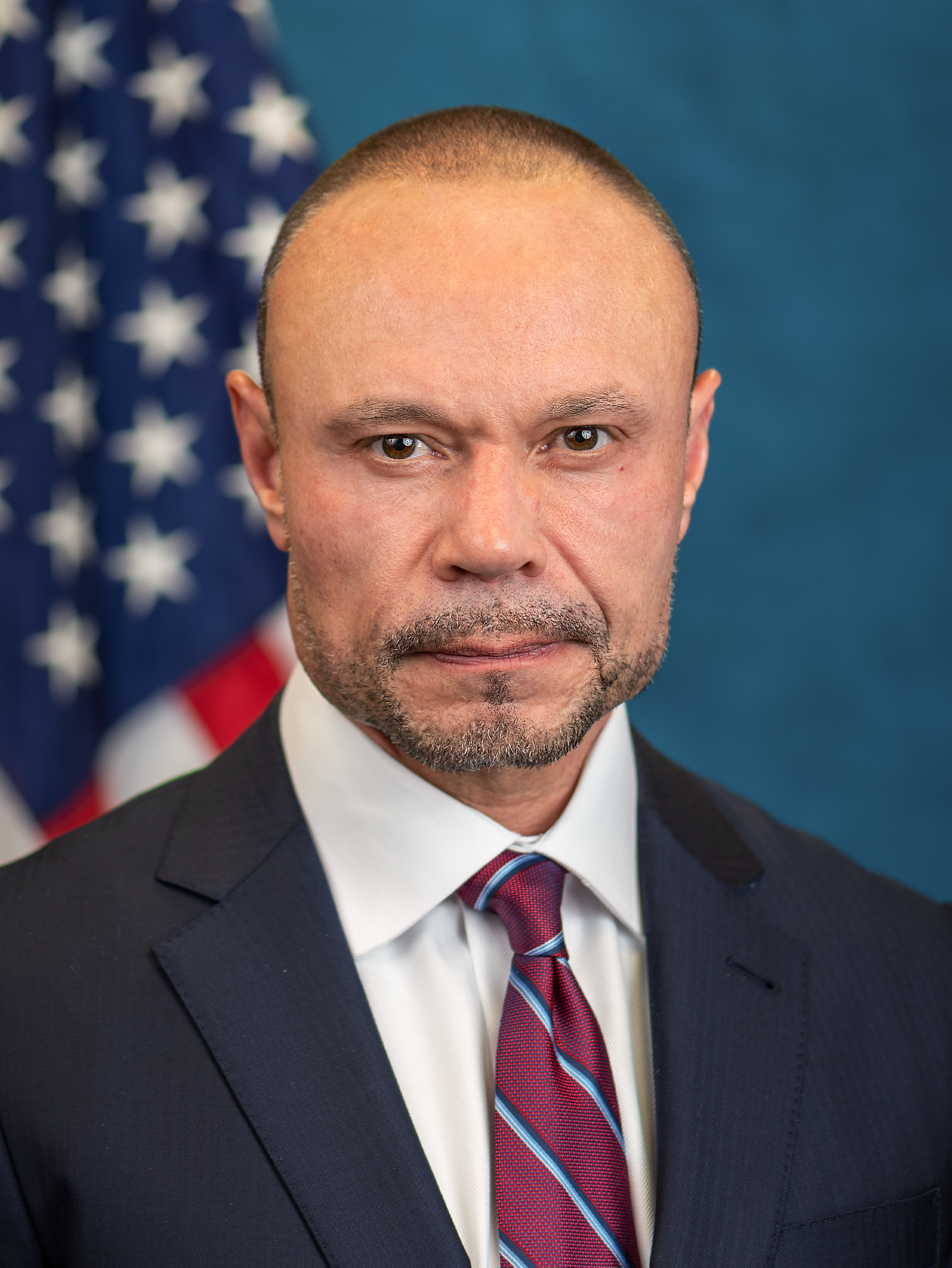
Dan Bongino (2025)

Daniel John „Dan“ Bongino (* 4. Dezember 1974 in Queens, New York) ist ein US-amerikanischer Radio- und Fernsehmoderator, Buchautor, Politiker der Republikanischen Partei, sowie ehemaliger NYPD-Beamter und Secret-Service-Agent. Er wurde im Februar 2025 zum stellvertretenden Direktor des FBI ernannt.

## Persönliches
Dan Bongino ist mit der aus Kolumbien stammenden Paula Andrea Bongino geborene Martínez verheiratet, mit der er zwei Töchter hat. 2012 betrieben er und seine Frau drei Geschäfte von zu Hause aus, verkauften Kampfsportbekleidung, entwarfen Websites und berieten über Sicherheits- und Risikomanagement. Am 16. Juni 2020 gab Bongino bekannt, Anteile an der Social-Media-Plattform Parler erworben zu haben.

## Karriere
Bongino arbeitete von 1995 bis 1999 für das New York Police Department.
Bongino trat im Jahr 1999 dem United States Secret Service bei und verließ das New York Field Office im Jahr 2002, um Ausbilder an der Secret Service Akademie in Beltsville, Maryland zu werden. 2006 wurde er während der zweiten Amtszeit von George W. Bush in die Abteilung für Präsidentenschutz berufen. Nachdem Barack Obama Präsident geworden war, blieb er im Schutzdienst und kandidierte im Mai 2011 für den US-Senat in Maryland. Er konnte sich in der republikanischen Vorwahl zur Senatswahl 2012 durchsetzen, unterlag aber dem Demokraten Ben Cardin mit 56 % zu 26,3 %.
Bonginos erstes Buch, Life Inside the Bubble, über seine Karriere als Geheimdienstagent wurde 2013 veröffentlicht. Das Buch beschreibt seine Erfahrungen als Personenschützer der Präsidenten George W. Bush und Barack Obama sowie die Untersuchung von Bundesverbrechen und seine Kandidatur für den US-Senat im Jahr 2012 in Maryland.
Bongino kandidierte 2014 erneut in Maryland. Diesmal wollte er den 6. Kongresswahlbezirk im Repräsentantenhaus der Vereinigten Staaten vertreten. Nach dem Sieg in der Republikanischen Vorwahl unterlag er dem Demokraten John K. Delaney knapp mit 48,2 % zu 49,7 %.
Sein zweites Buch The Fight: A Secret Service Agent's Inside Account of Security Failings and the Political Machine erschien im Januar 2016. Im gleichen Jahr kandidierte Bongino erneut für das Repräsentantenhaus, diesmal in Floridas 19. Kongresswahlbezirk. Er schied als Drittplatzierter gegen Francis Rooney in der Vorwahl 2016 aus.
Bongino wurde im Januar 2019 bei dem US-amerikanischen Fernsehsender Fox News angestellt. Er war Gastgeber des Podcasts Dan Bongino Show.
Im Oktober 2020 publizierte er sein drittes Buch Follow the Money: The Shocking Deep State Connections of the Anti-Trump Cabal.
Während der COVID-19-Pandemie wurde Bongino im Januar 2022 für die Verbreitung von Falschinformationen bei YouTube dauerhaft gesperrt. Zunächst war er nur vorübergehend für die Behauptung, dass Masken wirkungslos seien, gesperrt. Er umging diese Sperre, in dem er von einem anderen Konto postete, worauf eine dauerhafte Sperre ausgesprochen wurde. Im Nachgang wechselte Bongino mit seinen Kanälen zur Streamingplattform Rumble (Website), wo er aufgrund seiner Popularität zum Wachstum der Plattform beitrug. Im Rahmen des Übergangs zu seiner Tätigkeit beim FBI wurden seine Kanäle dort stillgelegt bzw. an andere Content Creator übergeben.
Am 23. Februar 2025 gab Präsident Trump bekannt, dass er Bongino zum stellvertretenden Director (Deputy Director) des FBI ernannt hatte. Er soll laut Trump auf Wunsch des neuen FBI-Direktors Kash Patel ernannt worden sein. In früheren Administrationen wurde diese Position stets mit erfahrenen FBI-Beamten besetzt. Am Montag, dem 17. März 2025 nahm Bongino seinen Dienst im FBI auf.

## Positionen
Bongino stellte sich öffentlich gegen die Nutzung von Gesichtsmasken zur Bekämpfung der COVID-19-Pandemie. Im Zuge der US-Wahl 2020 unterstützte Bongino die Behauptung Donald Trumps, die Wahl sei durch Demokraten manipuliert worden.